# تروآ-پون
شهر تروآ-پون (به فرانسوی: Trois-Ponts) در شهرستان ورویه در استان لیئژ در منطقه فدرال والوون در کشور بلژیک واقع شده‌است.